# 闘会議
闘会議（とうかいぎ）は、かつて株式会社ドワンゴが主催していたゲームファンとゲーム大会の祭典。千葉県千葉市美浜区（幕張新都心）の幕張メッセが会場となっていた。

## 概要
ユーザー参加型のゲームイベントである。ゲーム実況とゲーム大会を中心とし、さまざまなゲームに関する催しが開催されている。

## 開催日程
闘会議2015
- 開催日：2015年1月31日（土）・2月1日（日）
- 主催：niconico

来場者数は2日間で3万5786人、ネットでの視聴者数が574万6338人。
闘会議2016
- 開催日：2016年1月30日（土）・1月31日（日）
- 主催：niconico

来場者数は2日間で4万7588人、ネットでの視聴者数が687万8290人。
闘会議2017
- 開催日：2017年2月11日（祝・土）・2月12日（日）- ジャパンアミューズメントエキスポ（10日はビジネスデイ）との同時開催[4]。
- 主催：niconico

JAEPO×闘会議2017の来場者数は3日間で6万8459人、ネットでの視聴者数が412万6180人。
闘会議2018
- 開催日：2018年2月10日（土）・2月11日（祝・日）- ジャパンアミューズメントエキスポ（9日はビジネスデイ）との同時開催。
- 主催：niconico/Gzブレイン（現・KADOKAWA Game Linkage）/JeSU

JAEPO×闘会議2018の来場者数は3日間で7万2425人、ネットでの視聴者数が513万1820人。
闘会議2019
- 開催日：2019年1月26日（土）・1月27日（日）-ジャパンアミューズメントエキスポ（25日はビジネスデイ）との同時開催。
- 主催：Gzブレイン（現・KADOKAWA Game Linkage）/niconico

JAEPO×闘会議×JeSU 2019の来場者数は3日間で8万4215人、ネットでの視聴者数が459万4715人。
闘会議2020（中止）
- 開催日：2020年4月18日（土）・19日（日）
- 主催：株式会社ドワンゴ

新型コロナウイルスの影響によりニコニコ超会議と合わせてニコニコ闘会議も史上初めて中止となった。代替として夏季開催の「ニコニコネット超会議2020夏」において一部企画を実施。
ネット闘会議2021
- 開催日：2021年4月30日・5月1日

「ニコニコネット超会議2021」の企画のひとつとしてオンラインで開催。
開催予定だった2020年からニコニコ超会議に吸収された形に変わっており、2022年以降は「闘会議」の名称も使用されなくなり、事実上終了となった。

## 闘会議TV
株式会社Gzブレイン（現・株式会社KADOKAWA Game Linkage）が提供していたゲーム放送局。
- ゲーム実況天国
- ファミ通Appニコ生部
- ファミ通チャンネル
- 闘.ch